# محمد رجب (سياسي)
محمد رجب رئيس حزب المواطن المصري وأمين عام الحزب الوطني الديمقراطي المنحل، وزعيم الأغلبية السابق بمجلس الشورى.